# Johanne Dybwad
Johanne Dybwad, née le 2 août 1867 à Oslo (Norvège) et morte le 4 mars 1950 dans la même ville, est une actrice de théâtre norvégienne.

## Biographie
Née à Oslo (qui s'appelait alors Christiana) en 1867, elle est la fille de l'acteur Mathias Juell (1835-1894) et de l'actrice Johanne Regine Elvig (1847-1882),. Ses deux parents se produisaient au théâtre Christiania. Sa mère était la première Norvégienne à jouer le rôle de Nora dans la pièce d'Henrik Ibsen Une maison de poupée, en 1880. Cette dernière meurt en 1882, à seulement 34 ans, et la jeune fille grandit avec sa tante à Bergen. Ses parents voulaient initialement l'éloigner du monde théâtre mais elle souhaitait devenir actrice.
Elle est mariée à l'avocat et auteur Vilhelm Dybwad de 1891 à 1916.
Elle fait ses débuts au Den Nationale Scene à Bergen en 1887, dans la comédie Gertrude eller den lille skat. Son rôle suivant était Nora dans Une maison de poupée, comme sa mère. Elle se démarque dans le rôle de Fanchon dans la pièce de Charlotte Birch-Pfeiffer En liden Hex, d'abord à Bergen puis au théâtre de Christiania en 1889. La scène où elle danse dans un rayon de lune, avec sa propre ombre, fascine le public, et le directeur de théâtre et critique Gunnar Heiberg décrit cet épisode comme « la naissance d'une grande artiste ». Elle joue au théâtre de Christiania de 1888 à 1899. Elle rejoint ensuite le directeur de théâtre Bjørn Bjørnson au théâtre national, lors de son ouverture en 1899, et s'y produit majoritairement lors de sa carrière. Au théâtre de Christiania, elle a joué 76 rôles, dont Hedvig dans Le Canard sauvage (1889), Nora dans Une maison de poupée (1890), et Juliette dans Roméo et Juliette (1899). Au théâtre national, elle joue des rôles tels que Klara Sang dans Over Ævne I (1899), Maja dans Quand nous nous réveillerons d'entre les morts et Gerd dans Brand. Elle s'est également produite à Copenhague en 1903, à Berlin en 1907 et à Paris en 1937.

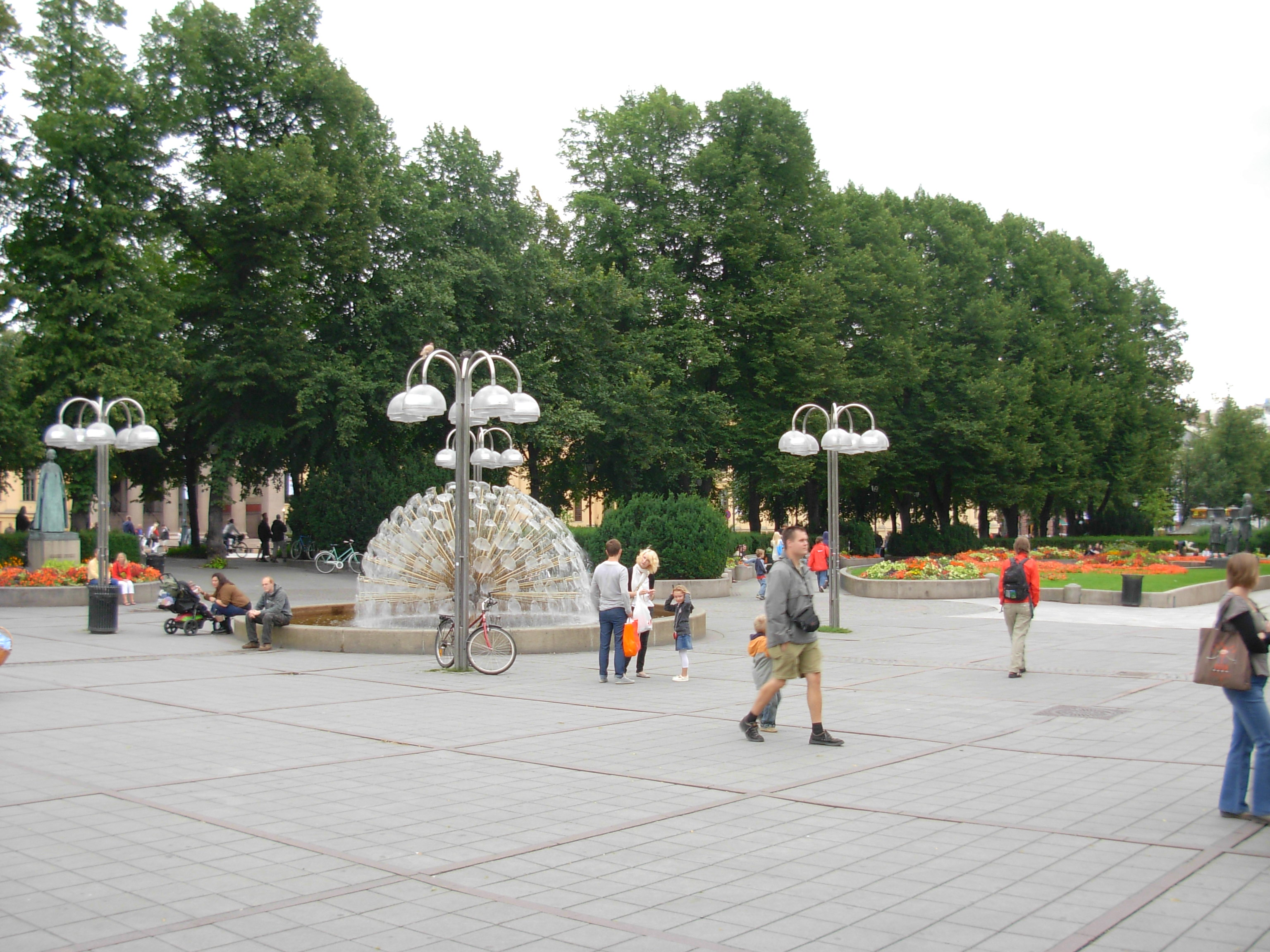
La place qui porte son nom à Oslo.

En 1906, elle produit sa première pièce, Pelléas et Mélisande de  Maurice Maeterlinck. Elle produit par la suite plus de quarante pièces de théâtre, jouant souvent elle-même le rôle principal. Parmi ses productions figurent la tragédie classique d'Euripide Médée (1918), Barabbas de Nordahl Grieg (1927), et Mary Stuart de Friedrich von Schiller (1929).
Johanne Dybwad est faite chevalier de l'ordre norvégien royal de Saint-Olav en 1924. Lors de ses 60 ans de carrière comme actrice, le 7 novembre 1947, elle joue Mor Aase dans Peer Gynt d'Henrik Ibsen, et elle est décorée de la grand croix de Saint-Olav. Son dernier spectacle a lieu un mois plus tard, en 1947. Eller meurt le 4 mars 1950 à Oslo, à 82 ans,. En 1962, une statue en bronze à son effigie est inaugurée devant du théâtre national d'Oslo, sculptée par Per Ung. La place devant le théâtre porte par ailleurs son nom. Elle est la première actrice norvégienne (hommes et femmes confondus) à apparaître sur un timbre, en 1967.